# Parken Stadium
Le Parken (en français : le Parc) est un stade de football situé dans le quartier d'Østerbro à Copenhague (Danemark). Il a une capacité de 38 065 places assises pour les rencontres de football, mais il peut accueillir jusqu'à 55 000 personnes lors des concerts.
Il est le domicile de l'équipe danoise pour ses matchs internationaux, et du club de football du FC Copenhague.

## Histoire
Parken est construit entre 1990 et 1992 et remplace le Københavns Idrætspark (en) ou Idrætsparken qui fut démoli.
Répondant aux critères 4 étoiles du classement UEFA des stades, Parken a été le cadre de grandes joutes européennes comme la finale de la Coupe d'Europe des vainqueurs de coupe de football 1993-1994 et la finale de la Coupe UEFA 1999-2000. D'autres manifestations ont pris place dans ce stade comme le Concours Eurovision de la chanson 2001 et des concerts : AC/DC, Madonna, Beyoncé, Depeche Mode, U2, Michael Jackson, Céline Dion, Eminem, Britney Spears, Tiësto...

## Événements
- Finale de la Coupe du Danemark de football, depuis 1993
- Finale de la Coupe d'Europe des vainqueurs de coupe de football 1993-1994, 4 mai 1994
- Finale de la Coupe UEFA 1999-2000, 17 mai 2000
- Concours Eurovision de la chanson 2001, 12 mai 2001
- Speedway Grand Prix of Denmark, depuis 2003
- Finale de la Royal League 2005-2006, 6 avril 2006
- Finale retour du Championnat du Danemark de handball 2010-2011 où l'AG Copenhague s'impose face au BSV Bjerringbro-Silkeborg devant 36 651 spectateurs, battant ainsi le record du monde d'assistance pour un match de handball (un record qui a depuis été battu)
- Concert de Michael Jackson, HIStory World Tour, 14 août 1997, 60,000 tickets vendus
- Concert de Lady Gaga, The Born This Way Ball Tour, 2 septembre 2012
- Concert des One Direction, Where We Are Tour, 17 juin 2014
- Concert de Beyoncé (The Formation World Tour), 24 juillet 2016
- Concert de Beyoncé et Jay-Z (OTR II), 23 juin 2018
- Championnat d'Europe de football 2020
- Six concerts de Bruce Springsteen (1999, 2003, 2006, 2008, 2013 et 2016)
- Six concerts de Depeche Mode (2001, 2006, 2009, 2013, 2017 et 2023)

### Championnat d'Europe de football 2020
Quatre matchs de l'Euro 2020 ont lieu au Parken Stadium.
| Date         | Heure | Équipe 1 | Résultat          | Équipe 2 | Tour               | Affluence |
| ------------ | ----- | -------- | ----------------- | -------- | ------------------ | --------- |
| 12 juin 2021 | 18 h  | Danemark | 0 - 1             | Finlande | 1er tour, groupe B | 15 200    |
| 17 juin 2021 | 18 h  | Danemark | 1 - 2             | Belgique | 1er tour, groupe B | 23 395    |
| 21 juin 2021 | 21 h  | Russie   | 1 - 4             | Danemark | 1er tour, groupe B | 23 644    |
| 28 juin 2021 | 18 h  | Croatie  | 3 - 3 a. p. 3 - 5 | Espagne  | Huitième de finale | 22 771    |

## Galerie

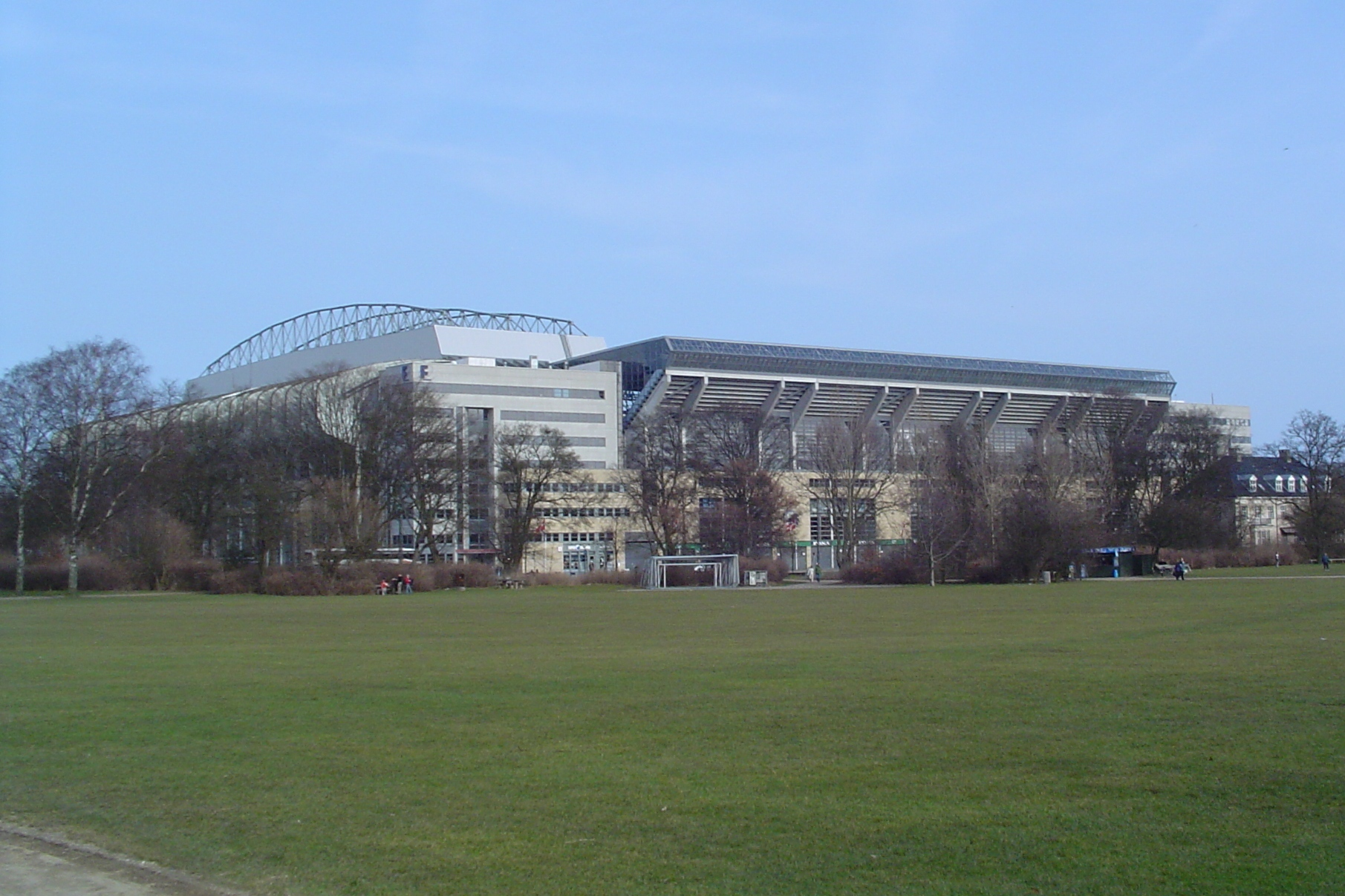
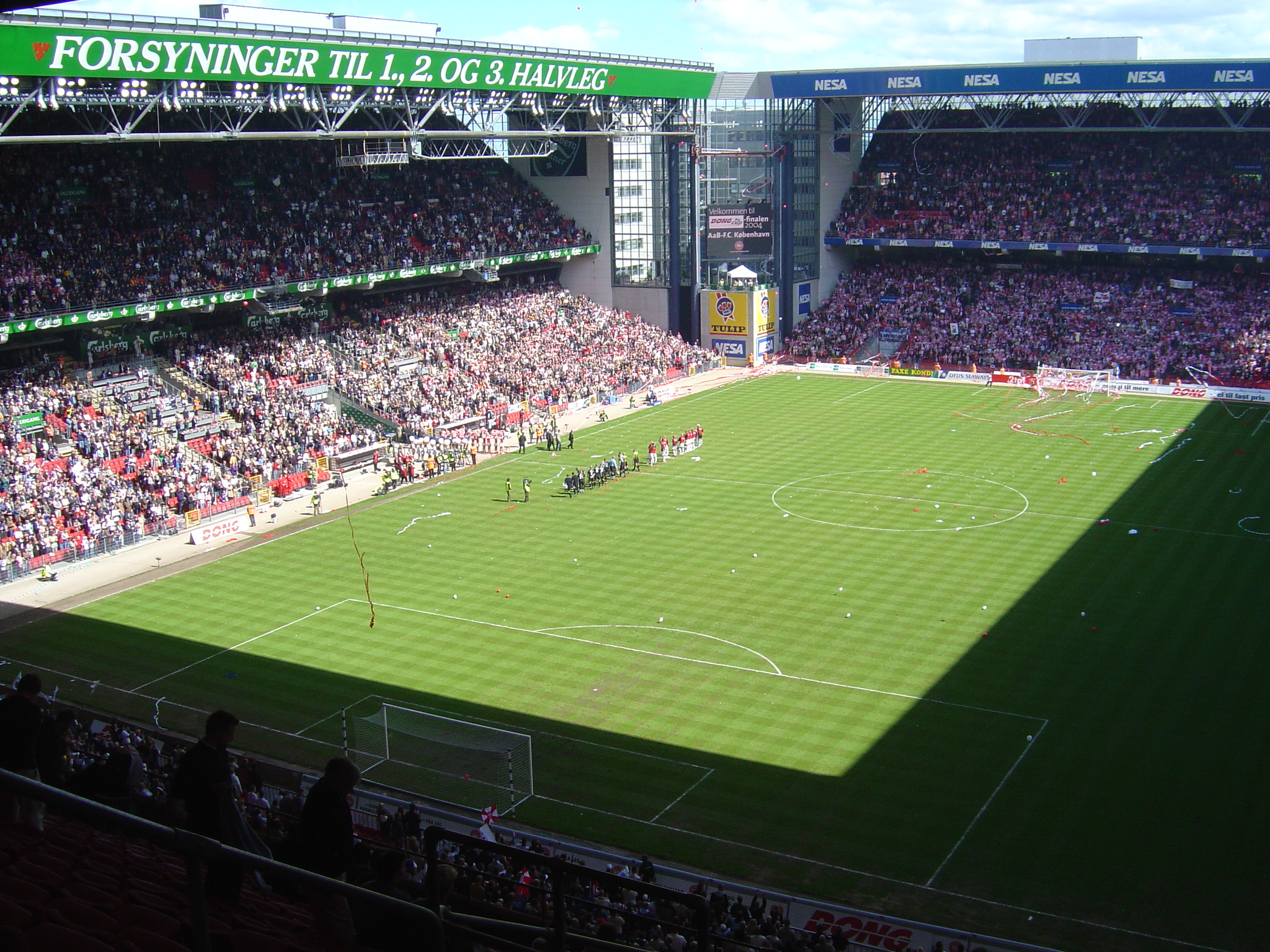
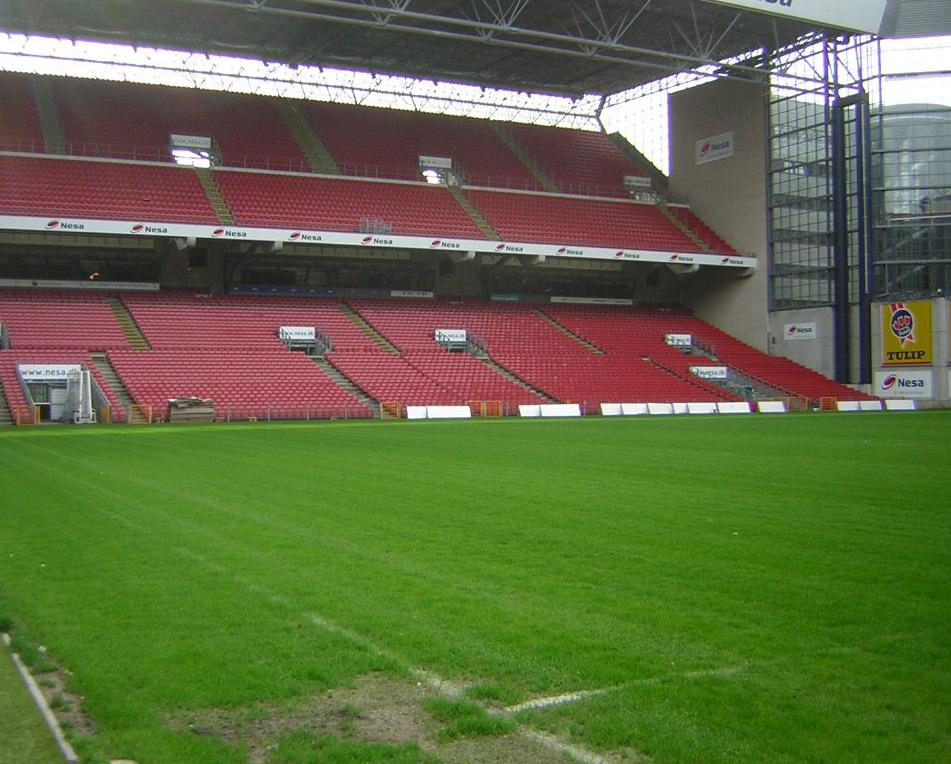